# Pári
Pári is een plaats (község) en gemeente in het Hongaarse comitaat Tolna. Pári telt 691 inwoners (2001).